# Ciney (bière)
Pour les articles homonymes, voir Ciney (homonymie).
La Ciney est une bière spéciale belge brassée par Alken-Maes, filiale d'Heineken.

## Historique

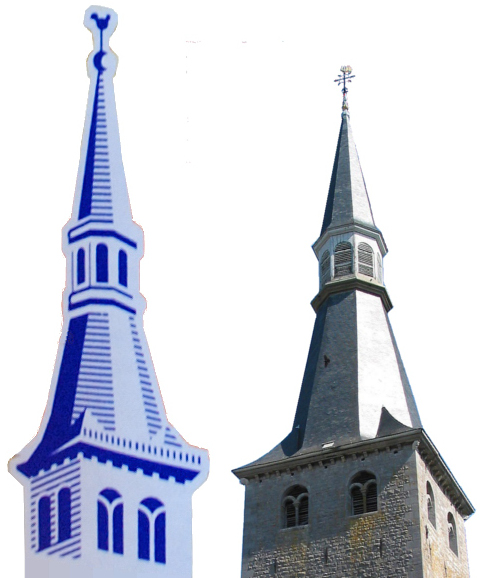
Une inspiration pour le logo de Ciney

Au début, ces bières étaient brassées sous licence à la Brasserie de Mont-Saint-Guibert (Brasserie Grade devenue Interbrew et maintenant disparue) pour Demarche à Ciney. En 2000, la Ciney est rachetée  par Alken-Maes, qui est lui-même racheté par le groupe anglais Scottish & Newcastle quelques mois plus tard. La Ciney est alors produite à la Brasserie de l'Union à Jumet (qui produit également les bières Grimbergen, Hapkin, Judas, Scotch Watneys et Red Barrel) jusqu'à sa fermeture en 2007. Sa production est alors transférée à Alken, en province du Limbourg. La Ciney est toujours brassée selon sa recette originale.

## Variétés de bières
Il existe trois sortes de bières de Ciney :
- la Ciney Brune d'un volume d'alcool de 7 %
- la Ciney Blonde : La Ciney Blonde est une bière de haute fermentation. Elle a une couleur blonde dorée et une mousse blanche. Son arôme est malté, fruité et sa saveur mélange malt et houblon. Son volume d'alcool est de 7 %[4].
- la Ciney Spéciale : La Ciney Spéciale est une bière de haute fermentation. Elle a une couleur brun foncé et une saveur chocolatée, fruitée et épicée. Elle est un peu sèche en fin de bouche et son volume d'alcool est de 9 %[5].